# Danske Lov
Danske Lov (forkortes DL) er en lovbog, som er dateret den 15. april 1683. DL er grundlaget for store dele af den danske lovgivning. Hovedparten af bestemmelserne er dog afløst af nyere love. Der er en række bestemmelser, som stadig gælder, fx Danske Lov 3-19-2, som bestemmer, at en arbejdsgiver hæfter for det erstatningsansvar en ansat måtte pådrage sig i forbindelse med arbejdet; pligtsubjektet ifølge ordlyden i DL 3-19-2 er dog ikke arbejdsgiver, men derimod Husbond. DL er en kasuistisk lov.

## Historie

### Forhistorie
Saxo fortæller i sit værk Gesta Danorum fra omkring 1200-tallet om de danske kongers forsøg på at lovgive. Nedskrevne lovregler på hhv. stentavler og papir kendes fra Oldpersien og den romerske republik. Et af de tidligste eksempler på dansk lovgivning er Vederloven, der fastsatte regler for kongens personlige hær, også kaldet hirden, fra omkring 1180. De såkaldte landskabslove fulgte. Jyske Lov er den eneste med datering, marts 1241. Landskabslovene er inden for materiel ret kasuistiske; det vil sige, at de tager udgangspunkt i konkrete tilfælde af retsbrud og foreskriver, hvorledes konflikten skal løses. De processuelle bestemmelser er generelle.
Loven skal ses i sammenhæng med den europæiske retstradition, som siden 1100-tallet havde bevæget sig i retning af en større sammenskrivning af gældende sædvaner. Denne tradition påskyndedes af den katolske kirke.

## Danske Lovs historie

### Peder Lassens indflydelse
Selve udarbejdelsen af loven var langvarig: den strakte sig over årtier og såvel Frederik 3.s som Christian 5.s regeringstid. Alligevel er ca. 2/3 af Danske Lovs overført fra den tidligere Jyske Lov. Ligesom Jyske Lov indledes DL med en fortale; fortalen til DL betegnes Kongens fortale.
Danske Lov afspejlede de magtkampe, der foregik i administrationen i denne periode. Umiddelbart efter at have opnået at få enevældig magt nedsatte Kong Frederik III en kommission, som skulle granske hele kongerigets lovgivning og finde ud af, om der var regler der stred imod enevældet samt udfærdige en ny retsplejelov. Danske Lov anses som affødt af praktiske behov, eftersom retssystemet var præget af et meget stort antal, delvist modstridende, lovbestemmelser. Opdelingen af Danmark i et jysk og et sjællandsk retsområde som følge af landskabslovene var utidssvarende og besværlig. Statskollegiet begyndte processen ved i en betænkning af 12. januar 1661 at udtale ønsket om at udarbejde en ny lov og proces. Den første kommission, den 1. lovkommission, blev nedsat af kongen 26. januar bestående af tre jurister, bl.a. højesteretsassessor Peder Lassen, otte adelige medlemmer og ti borgerlige. Uenigheder i kommissionen, bl.a. de adeliges utilfredshed med lovændringer vedrørende deres privilegier og deres minoritet i kommissionen, trak sagen i langdrag. Kongen udskiftede 16. november 1662 1. lovkommission med 2. lovkommission bestående af fire af den forrige kommissions stærkeste juridiske kræfter: Peder Lassen, Heinrich Ernst, Otte Krag og Niels Trolle. Den nye kommission udarbejdede flere forslag, de fleste helt nye, og især Peder Lassens forslag inden for arveretten var langt forud for den generelle juridiske udvikling i Danmark. Kommissionens forslag om proceslovgivning blev sendt til statskollegiet til eftersyn, og i juli 1664 udtalte det sin positive holdning overfor forslaget. For at revidere det blev kommissionen udvidet med fire jurister fra statskollegiet. Men herefter syntes arbejdet at ebbe ud.

### Peder Schumacher og Rasmus Vindings indflydelse
Først den 23. februar 1666 blev Peder Lassen sammen med viceskatmester Holger Vind, statskollegieassessor Kristoffer Parsberg og Rasmus Vinding, den såkaldte 3. lovkommission, pålagt at fortsætte revisionen af den danske lovgivning. Denne sammensætning er et udtryk for Peder Schumachers (den senere Griffenfeld) stigende indflydelse i administrationen; både Parsberg og Vinding var hans nære venner. Det var også begyndelsen til en langvarig konflikt mellem Lassen og Vinding vedrørende udformningen af lovarbejdet. Peder Lassen var "fagjuristen par excellence" i Danmark på dette tidspunkt, mens Rasmus Vinding som professor i historie og geografi ikke var blevet juridisk uddannet. Han havde til gengæld været dommer i Højesteret i fem år, og havde ry som en god dommer. Han var en "juridisk naturbegavelse", men manglede indgående kendskab til de danske love. Arbejdet i den 3. lovkommission skred ikke hurtigere frem end i den forrige. Kongen beordrede derfor 8. marts 1666, at hver af kommissionens medlemmer egenhændigt skulle udarbejde et systematisk sammendrag af de eksisterende love, og desuden udbedre fejl og fjerne forældede love og forordninger fra det store danske lovkompleks. Det betød i realiteten en forkastelse af kommissionernes tidligere arbejde og dermed et nederlag for Peder Lassen, som havde været den drivende kraft, og det var muligvis også et taktisk skridt fra kongens side for at få Vinding til at blive den nye ledende kraft i arbejdet. Da de fire forskellige udkast blev præsenteret, var det i hvert fald Vindings, den såkaldte Codex Fredericus, der fik den bedste modtagelse. Og det på trods af Vindings manglende viden om lovene og ikke mindst på systematiske evner. I løbet af 1660'erne blev Peder Schumacher forfremmet til assessor både i statskollegiet og i højesteret. Arbejdet med loven var gået i stå igen, men Schumacher var opsat på at drive Vindings forslag igennem. Han fik derfor ved hjælp af sin store indflydelse hos kongen, sat en hemmelig ordre af 11. marts 1669 i værk, der beordrede Vinding til ene mand at udarbejde udkastet til den nye lov, en Corpus juris Danici. Allerede i slutningen af 1669 kunne Vinding fremlægge sit udkast, det såkaldte Første Projekt, sandsynligvis fordi han var begyndt på arbejdet et stykke tid før, han fik den endelige ordre. Dette Første Projekt var i høj grad en overførsel af indholdet fra Codex Fredericus, men med en langt bedre systematik og færre fejl i form af forældede og modsætningsfyldte love. Lovens indhold drejede sig stadig først og fremmest om love der var overført fra eksisterende samlinger, tilsat nogle nye love der for størstedelens vedkommende var baseret på tidligere domme.

### Lovarbejdet under Christian 5.
Frederik 3.s død i 1670 frembød en pause i lovgivningsarbejdet. Peder Schumacher fik meget andet at se til, så hans interesse i projektet blev nedprioriteret for et stykke tid. Først 24. september 1672 blev der givet ordre om at nedsætte en revisionskommission på tre mand, der skulle revidere Vindings forslag. Peder Lassen, som var blevet tilsidesat i den sidste fase af projektet, holdt sit eget forslag klar, hvis Vindings skulle blive forkastet. Og ved formanden for revisionskommissionen kansler Peder Reedtzs indflydelse, blev han antaget som et af de tre medlemmer. Det sidste medlem var generalprokurør Peder Lauridsen Scavenius. Senere blev biskop Hans Vandal også optaget i kommissionen, men udelukkende som revisor over de love der vedrørte gejstligheden. Lassen fremlagde straks kritik af Vindings forslag, idet han mente at loven burde inddeles i tre bøger i stedet for Vindings fem. Men i det store hele var han ikke så kritisk overfor projektet som tidligere, muligvis fordi han var kørt træt. Lassens rettelser i udkastet eksisterer stadig, så vi kan følge hans syn på loven. Han rettede en del åbenlyse misforståelser, men der var meget få stærkt kritiske kommentarer. I det store hele havde han efterhånden accepteret, at Vinding og Griffenfeld havde vundet kampen om lovens udformning. 10. juli 1674 døde Reedtz, og Griffenfeld fik mulighed for at overtage formandsposten. Han sørgede for at Vinding, foruden sin egen svoger, borgmesteren i København Jørgen Fogh, blev optaget i kommissionen, den såkaldte 2. revisionskommission. Arbejdet gik helt i stå ved Griffenfelds fald fra magten 11. marts 1676 og lå stille i fire år.
Først 28. februar 1680 udkom en kongelig missiv der beordrede en ny talrig kommission på 13 medlemmer sammensat til videreførelse af arbejdet. Men også denne kommission havde indbyrdes stridigheder, særlig var det de tre gejstlige medlemmer, biskop Hans Bagger, konfessionarius Hans Leth og professor i teologi Kristian Nold, som voldte problemer. Stridsspørgsmålet var først og fremmest kravet til den rette konfession vedrørende de fremmede, særligt franske huguenotter, som slog sig ned i landet. På grund af de gejstliges minoritet lykkedes deres forsøg på at sprænge kommissionen dog ikke. De langtrukne stridigheder fik Christian 5. til at nedsætte en ny kommission 16. april 1681. Denne 4. revisionskommission bestod af fire medlemmer deriblandt Rasmus Vinding. Opgaven var en endelig revision, og det var i denne periode, at de fleste nye ændringer uden forbilleder i ældre lovgivning blev til. Det drejede sig dog mest om ændringer, der ikke havde større rækkevidde i lovgivningen. Kommissionen færdiggjorde sit arbejde i slutningen af 1681, og kongen godkendte det den 3. januar 1682. Smårettelser foretoges dog helt op til trykningen af den, så at arbejdet først kan siges at være helt færdigt 23. juni samme år. Den officielle "deadline" lå på kongens fødselsdag 15. april 1683, og det er officielt den dato der regnes for udstedelsen af Danske Lov.
Norge fik i 1687 sin Norske Lov, der i form og indhold omtrent er identisk med Danske Lov.

## Danske Lovs systematik
Danske Lov indeholder følgende seks bøger samt dén ed dommere skulle sværge, og dén ed vidnerne skulle sværge.
| Bog        | Titel                         | Retsområde                                                    | Note   |
| ---------- | ----------------------------- | ------------------------------------------------------------- | ------ |
| Første bog | Om Retten og Rettens Personer | procesret, der regulerede domstole                            | [ 20 ] |
| Anden bog  | Om Religion og Geistligheden  | kirkeret, der regulerer bl.a. præsteembedet                   | [ 20 ] |
| Tredje bog | Om Verdslig- og Huus-Stand    | personret, der regulerer husstand og ægteskab                 | [ 20 ] |
| Fjerde bog | Om Søretten                   | søret regulerede bl.a. kolonierne                             | [ 20 ] |
| Femte bog  | Om Adkomst, Gods og Gield     | ejendomsret, tingsret, arveret, obligationsret og kontraktret | [ 20 ] |
| Sjette bog | Om Misgierninger              | strafferet                                                    | [ 20 ] |

Der er ikke paragraftegn i Danske Lov. Henvisninger til Danske Lovs bestemmelser sker sædvanligvis sådan: "bog-kapitel-artikel". Så 3-19-2 henviser til tredje bog, nittende kapitel, anden artikel. Dog staves ordene som henholdsvis " TREDJE BOG " og " 19. CAPITEL " og " 2. "

## Lovens indhold og eftermæle
Resultatet blev en lov der først og fremmest har sit udgangspunkt i ældre dansk lovgivning. Romerretten som ellers havde stor indflydelse i Europa på dette tidspunkt, kan kun spores få steder i loven. Det var naturligt nok idet målet siden 3. lovkommission havde været at samle allerede eksisterende lovgivning i en brugbar form. Det betød, at Danske Lov ikke i særlig grad rettede op på de tilfælde i ældre lovgivning, hvor der fandtes ubehandlede spørgsmål. Senere tiders jurister og historikere som Anders Sandøe Ørsted og Edvard Holm har udtalt sig positivt over Danske Lov som et særlig positivt aspekt af enevælden, men retshistorikeren Stig Iuul fremhæver at det er en ros, der lige så godt kunne tillægges den ældre danske på grund af Danske Lovs kompilatoriske karakter. En kilde fra samtiden er ofte blevet fremhævet som et bevis på lovens fordele overfor andre europæiske nationers lovsamlinger. Det drejer sig om den engelske gesandt i Danmark, Robert Molesworth, der i sin ellers stærkt negative skildring af Danmark i bogen An account of Denmark as it was in the year 1692  fra 1694 groft sagt kun har noget positivt at sige om landet, når det gælder dets love:
| Citat                  | Indtil nu har vi så vist mødt meget, der bør undgås og ikke efterlignes. Men ved omtalen af de danske love må jeg retfærdigvis begynde med ros. De overgår i retfærdighed, korthed og klarhed alt, hvad jeg kender. De er rimelige, samlet i ét bind i kvartformat og skrevet på landets eget sprog så klart, at ingen, der kan læse og skrive, ikke straks forstår sin egen sag og selv kan føre den uden advokat, hvis han ønsker det. | Citat |
| Wormanium 1977, s. 133 | |       |

## Gælder stadig
På trods af Danske Lovs alder, er en række bestemmelser fortsat gældende ret i Danmark. I en oversigt udarbejdet af Justitsministeriet i 1994 ansås 65 bestemmelser som værende helt eller delvist gældende. Siden da er en del bestemmelser dog udtrykkeligt blevet ophævet ved lov.
Af bestemmelser med fortsat praktisk relevans kan blandt andre nævnes DL 3-19-2, som fastlægger, at der gælder et principalansvar, som bestemmer, at en arbejdsgiver i visse tilfælde hæfter for ansattes handlinger. Også andre erstatningsretlige regler gælder stadig. Ved at læse domstolsafgørelser bliver det tydeligt, at især formueretlige bestemmelser i Danske Lov stadigt gælder.
Det følger af DL 5-1-1, at både mundtlige og skriftlige aftaler er bindende.
Ifølge DL 5-1-2 er en aftale, hvis indhold strider mod lov og ærbarhed, ugyldig. Det gælder fx en aftale om at udføre sort arbejde.
DL 5-5-1 og DL 5-5-2 regulerer hævd.
DL 5-8-1 bestemmer, at låner hæfter for de skader, der opstår på en lånt genstand. DL 5-8-1 giver også den retsmæssige ejer ret til vindikation.
DL 6-17-5 fastslår, at hæleri er ulovligt; endvidere har den retmæssige ejer krav på at få sine ejendele tilbage.

### Den Store Danske
Den trykte udgave af Den Store Danske Encyklopædi skriver bl.a. dette om Danske Lov:
"Langt de fleste af Danske Lovs forskifter er ophævet ved senere lovgivning eller er gået af brug, men vigtige principper i dansk ret støttes endnu på denne lov, fx det såkaldte husbondansvar, hvorefter arbejdsgiver er ansvarlig for skade, der under arbejdet forvoldes af ansatte (3-19-2), og fx, at en bestjålen kan kræve sine ejendele tilbage, selvom de er kommet ud i omsætningen (6-17-5); desuden enkelte frister for erhvervelse og fortabelse af rettigheder (5-5-1 og 5-14-4) og ansvaret for visse dyr (6-10-2, 4 og 5). Også dele af kirkeretten er endnu i kraft."

### Oversigt over enkelte bestemmelser
De fleste af disse bestemmelser findes i en trykt lovsamling.
| Nr.                  | Bestemmelsen angår                                                              | Betydning | Note          |
| -------------------- | ------------------------------------------------------------------------------- | --- | ------------- |
| DL 1-23-15           |                                                                                 | Kautionistens opsigelse over for hovedmanden. | [ 42 ]        |
| DL 3-19-2            | Principalansvar også kaldet arbejdsgiveransvar                                  | I visse tilfælde hæfter en arbejdsgiver hæfter for ansattes handlinger.                                                                             | [ 3 ]         |
| DL 5-1-2             | Aftaler (kontrakter skal holdes i "alle deris Ord og Puncter")                  | Udgangspunktet er, at en aftale skal holdes | [ 43 ]        |
| DL 5-1-2             | En aftale må ikke stride mod lov og ærbarhed.                                   | En aftale, som støder moral, kan ikke opretholdes. Betydningen er videreført i aftaleloven §§ 33 og 36.                                             | [ 34 ] [ 44 ] |
| DL 5-5-1 og DL 5-5-2 | Hævdvunden ret foruden ret til at indgå aftale                                  | Ved langvarige råden over en andens ting eller faste ejendom, der kan skabe en ret for den rådende.                                                 | [ 45 ] [ 46 ] |
| DL 5-7-1             |                                                                                 | om pant | [ 47 ]        |
| DL 5-7-4             | Frempantsætning har hjemmel i DL 5-7-4                                          | om pant | [ 48 ] [ 49 ] |
| DL 5-7-5             |                                                                                 | om pant | [ 50 ]        |
| DL 5-8-1             | Låntager har pligt til at bringe det lånte lydisløst tilbage.                   | Der gælder objektiv erstatningspligt for låntager; for låntager betaler ikke långiver vederlag; desuden sker lån oftest kun i låntagers interesse.  | [ 51 ]        |
| DL 5-8-11            |                                                                                 | om lån, leje og betroet gods |               |
| DL 5-8-12            | Erstatningsansvar for en lånt genstand, som er bortkommet eller ødelagt.        | om lån, leje og betroet gods | [ 37 ] [ 49 ] |
| DL 5-8-14            |                                                                                 | om lån, leje og betroet gods |               |
| DL 5-14-4            |                                                                                 | om forældelse | [ 52 ]        |
| DL 5-14-55           |                                                                                 | om gæld |               |
| DL 6-10-2            | Dyrets ejer skal betale erstatning for de skader, som ejerens dyr har forvoldt. | Ejeren pålægges objektivt ansvar for skade, som større husdyr har forvoldt.                                                                         | [ 53 ] [ 54 ] |
| DL 6-10-4            |                                                                                 | Besidderen pålægges objektivt ansvar for skade, som vilde dyr har forvoldt.                                                                         | [ 53 ]        |
| DL 6-10-5            |                                                                                 | Besidderen pålægges objektivt ansvar for skade, som større husdyr har forvoldt.                                                                     | [ 53 ]        |
| DL 6-17-5            | Den rette ejer har ret til vindikation.                                         | Tingens rette ejer har ret til at få sin ting tilbage, som er blevet stjålet fra ejeren. Det gælder også hvis tingen er blevet solgt som hælervare. | [ 55 ] [ 56 ] |

## Retskrivning
Danske Lov var langt forud for sin tid i retskrivningen. Der står konsekvent "Hav", "have" for Haff, haffue, og der står "skyde" og "lys" for skiude og lius. Danske Lov benyttede også det princip, der blev stående frem til reformen i 1948, med stort forbogstav kun i navneord og substantiverede adjektiver.

## Oversættelser
Danske Lov er oversat til engelsk, latin, tysk og russisk.